# Primetime Emmy Award de la meilleure actrice dans un second rôle dans une série télévisée dramatique
Pour les articles homonymes, voir Emmy de la meilleure actrice dans un second rôle.
Le Primetime Emmy Award de la meilleure actrice dans un second rôle dans une série dramatique (Primetime Emmy Award for Supporting Actress in a Drama Series) est une récompense de télévision remise depuis 1959 au cours de la cérémonie annuelle des Primetime Emmy Awards.

## Palmarès
Note : L'année indiquée est celle de la cérémonie. Les lauréates sont indiquées en tête de chaque catégorie et en caractères gras.

### Années 1950 - 1960
- 1959 : Barbara Hale pour son rôle dans Perry Mason
- 1960 : aucune récompense
- 1961 : aucune récompense
- 1962 : Pamela Brown pour son rôle dans Victoria Regina (en)
- 1963 : Glenda Farrell pour son rôle dans Ben Casey
- 1964 : Ruth White pour son rôle dans Little Moon of Alban (en)
- 1965 : aucune récompense
- 1966 : Lee Grant pour son rôle dans Peyton Place
- 1967 : Agnes Moorehead pour son rôle dans Les Mystères de l'Ouest (The Wild Wild West)
- 1968 : Barbara Anderson pour son rôle dans L'Homme de fer (Ironside)
- 1969 : Susan Saint James pour son rôle dans Les Règles du jeu (The Name of the Game)

### Années 1970
- 1970 : Gail Fisher pour son rôle dans Mannix
- 1971 : Margaret Leighton pour son rôle dans Hallmark Hall of Fame (en)
- 1972 : Jenny Agutter pour son rôle dans The Snow Goose
- 1973 : Ellen Corby pour son rôle dans La Famille des collines (The Waltons)
- 1974 : Joanna Miles pour son rôle dans La Ménagerie de verre (The Glass Menagerie)
- 1975 : Ellen Corby pour son rôle dans La Famille des collines (The Waltons)
- 1976 : Ellen Corby pour son rôle dans La Famille des collines (The Waltons)
- 1977 : Kristy McNichol pour son rôle dans Family (en)
- 1978 : Nancy Marchand pour son rôle dans Lou Grant
- 1979 : Kristy McNichol pour son rôle dans Family (en)

### Années 1980
- 1980 : Nancy Marchand pour son rôle dans Lou Grant
- 1981 : Nancy Marchand pour son rôle dans Lou Grant
- 1982 : Nancy Marchand pour son rôle dans Lou Grant
- 1983 : Doris Roberts pour son rôle dans Hôpital St Elsewhere (St. Elsewhere)
- 1984 : Alfre Woodard pour son rôle dans Capitaine Furillo (Hill Street Blues)
- 1985 : Betty Thomas pour son rôle dans Capitaine Furillo (Hill Street Blues)
- 1986 : Bonnie Bartlett pour son rôle dans Hôpital St Elsewhere (St. Elsewhere)
- 1987 : Bonnie Bartlett pour son rôle dans Hôpital St Elsewhere (St. Elsewhere)
- 1988 : Patricia Wettig pour son rôle dans Génération Pub (Thirtysomething)
- 1989 : Melanie Mayron pour son rôle dans Génération Pub (Thirtysomething)

### Années 1990
- 1990 : Marg Helgenberger pour le rôle de Karen Charlene "K.C." Koloski dans China Beach
- 1991 : Madge Sinclair pour le rôle d'Empress Josephine dans Gabriel Bird (Gabriel's Fire)
- 1992 : Valerie Mahaffey pour le rôle d'Eve dans Bienvenue en Alaska (Northern Exposure)
- 1993 : Mary Alice pour le rôle de Marguerite Peck dans Les Ailes du destin (I'll Fly Away)
- 1994 : Leigh Taylor-Young pour le rôle du maire Rachel Harris dans Un drôle de shérif (Picket Fences)
- 1995 : Julianna Margulies pour le rôle de Carol Hathaway dans Urgences (ER)
- 1996 : Tyne Daly pour le rôle d'Alice Henderson dans Christy (en)
- 1997 : Kim Delaney pour le rôle de Diane Russell dans New York Police Blues (NYPD Blue)
- 1998 : Camryn Manheim pour le rôle d'Ellenor Frutt dans The Practice : Donnell et Associés (The Practice)
- 1999 : Holland Taylor pour le rôle de Roberta Kittleson dans The Practice : Donnell et Associés (The Practice)

### Années 2000
- 2000 : Allison Janney pour le rôle de C.J. Cregg dans À la Maison-Blanche (The West Wing)
  - Stockard Channing pour le rôle d'Abigail Bartlet dans À la Maison-Blanche (The West Wing)
  - Tyne Daly pour le rôle de Maxine Gray dans Amy (Judging Amy)
  - Nancy Marchand pour le rôle de Livia Soprano dans Les Soprano (The Sopranos)
  - Holland Taylor pour le rôle de Roberta Kittleson dans The Practice : Donnell et Associés (The Practice)

- 2001 : Allison Janney pour le rôle de C.J. Cregg dans À la Maison-Blanche (The West Wing)
  - Stockard Channing pour le rôle d'Abigail Bartlet dans À la Maison-Blanche (The West Wing)
  - Tyne Daly pour le rôle de Maxine Gray dans Amy (Judging Amy)
  - Maura Tierney pour le rôle d'Abby Lockhart dans Urgences (ER)
  - Aida Turturro pour le rôle de Janice Soprano dans Les Soprano (The Sopranos)

- 2002 : Stockard Channing pour le rôle d'Abigail Bartlet dans À la Maison-Blanche (The West Wing)
  - Tyne Daly pour le rôle de Maxine Gray dans Amy (Judging Amy)
  - Lauren Ambrose pour le rôle de Claire Fisher dans Six Feet Under (Six Feet Under)
  - Janel Moloney pour le rôle de Donna Moss dans À la Maison-Blanche (The West Wing)
  - Mary-Louise Parker pour le rôle d'Amy Gardner dans À la Maison-Blanche (The West Wing)

- 2003 : Tyne Daly pour le rôle de Maxine Gray dans Amy (Judging Amy)
  - Lauren Ambrose pour le rôle de Claire Fisher dans Six Feet Under (Six Feet Under)
  - Stockard Channing pour le rôle d'Abigail Bartlet dans À la Maison-Blanche (The West Wing)
  - Rachel Griffiths pour le rôle de Brenda Chenowith dans Six Feet Under (Six Feet Under)
  - Lena Olin pour le rôle d'Irina Derevko dans Alias

- 2004 : Drea de Matteo pour le rôle d'Adriana La Cerva dans Les Soprano (The Sopranos)
  - Stockard Channing pour le rôle d'Abigail Bartlet dans À la Maison-Blanche (The West Wing)
  - Janel Moloney pour le rôle de Donna Moss dans À la Maison-Blanche (The West Wing)
  - Tyne Daly pour le rôle de Maxine Gray dans Amy (Judging Amy)
  - Robin Weigert pour le rôle de Calamity Jane dans Deadwood

- 2005 : Blythe Danner pour le rôle d'Izzy Huffstodt dans Huff
  - Stockard Channing pour le rôle d'Abigail Bartlet dans À la Maison-Blanche (The West Wing)
  - Tyne Daly pour le rôle du sénateur Arnold Vinick dans Amy (Judging Amy)
  - Sandra Oh pour le rôle du Dr Cristina Yang dans Grey's Anatomy
  - CCH Pounder pour le rôle de Claudette Wyms dans The Shield

- 2006 : Blythe Danner pour le rôle d'Izzy Huffstodt dans Huff
  - Candice Bergen pour le rôle de Shirley Schmidt dans Boston Justice (Boston Legal)
  - Jean Smart pour le rôle de Martha Logan dans 24 Heures chrono (24)
  - Sandra Oh pour le rôle du Dr Cristina Yang dans Grey's Anatomy
  - Chandra Wilson pour le rôle du Dr Miranda Bailey dans Grey's Anatomy

- 2007 : Katherine Heigl pour le rôle du Dr Izzie Stevens dans Grey's Anatomy
  - Lorraine Bracco pour le rôle du Dr Jennifer Melfi dans Les Soprano (The Sopranos)
  - Aida Turturro pour le rôle de Janice Soprano dans Les Soprano (The Sopranos)
  - Rachel Griffiths pour le rôle de Sarah Walker dans Brothers and Sisters
  - Sandra Oh pour le rôle du Dr Cristina Yang dans Grey's Anatomy
  - Chandra Wilson pour le rôle du Dr Miranda Bailey dans Grey's Anatomy

- 2008 : Dianne Wiest pour le rôle de Gina Toll dans En analyse (In Treatment)
  - Candice Bergen pour le rôle de Shirley Schmidt dans Boston Justice (Boston Legal)
  - Rachel Griffiths pour le rôle de Sarah Walker dans Brothers and Sisters
  - Sandra Oh pour le rôle du Dr Cristina Yang dans Grey's Anatomy
  - Chandra Wilson pour le rôle du Dr Miranda Bailey dans Grey's Anatomy

- 2009 : Cherry Jones pour le rôle d'Allison Taylor dans 24 Heures chrono (24)
  - Rose Byrne pour le rôle d'Ellen Parsons dans Damages
  - Hope Davis pour le rôle de Mia dans En analyse (In Treatment)
  - Sandra Oh pour le rôle du Dr Cristina Yang dans Grey's Anatomy
  - Dianne Wiest pour le rôle de Gina Toll dans En analyse (In Treatment)
  - Chandra Wilson pour le rôle du Dr Miranda Bailey dans Grey's Anatomy

### Années 2010
- 2010 : Archie Panjabi pour le rôle de Kalinda Sharma dans The Good Wife
  - Christine Baranski pour le rôle de Diane Lockhart dans The Good Wife
  - Rose Byrne pour le rôle d'Ellen Parsons dans Damages
  - Sharon Gless pour le rôle de Madeline Westen dans Burn Notice
  - Christina Hendricks pour le rôle de Joan Harris dans Mad Men
  - Elisabeth Moss pour le rôle de Peggy Olson dans Mad Men

- 2011 : Margo Martindale pour le rôle de Mags Bennett dans Justified
  - Christine Baranski pour le rôle de Diane Lockhart dans The Good Wife
  - Michelle Forbes pour le rôle de Mitch Larsen dans The Killing
  - Christina Hendricks pour le rôle de Joan Harris dans Mad Men
  - Kelly Macdonald pour le rôle de Margaret Schroeder dans Boardwalk Empire
  - Archie Panjabi pour le rôle de Kalinda Sharma dans The Good Wife

- 2012 : Maggie Smith pour le rôle de Violet Crawley dans Downton Abbey
  - Christine Baranski pour le rôle de Diane Lockhart dans The Good Wife
  - Joanne Froggatt pour le rôle de Anna Bates dans Downton Abbey
  - Anna Gunn pour le rôle de Skyler White dans Breaking Bad
  - Christina Hendricks pour le rôle de Joan Harris dans Mad Men
  - Archie Panjabi pour le rôle de Kalinda Sharma dans The Good Wife

- 2013 : Anna Gunn pour le rôle de Skyler White dans Breaking Bad
  - Morena Baccarin pour le rôle de Jessica Brody dans Homeland
  - Christine Baranski pour le rôle de Diane Lockhart dans The Good Wife
  - Emilia Clarke pour le rôle de Daenerys Targaryen dans Game of Thrones
  - Christina Hendricks pour le rôle de Joan Harris dans Mad Men
  - Maggie Smith pour le rôle de Violet Crawley dans Downton Abbey

- 2014 : Anna Gunn pour le rôle de Skyler White dans Breaking Bad
  - Christine Baranski pour le rôle de Diane Lockhart dans The Good Wife
  - Joanne Froggatt pour le rôle d'Anna Bates dans Downton Abbey
  - Lena Headey pour le rôle de Cersei Lannister dans Game of Thrones
  - Christina Hendricks pour le rôle de Joan Harris dans Mad Men
  - Maggie Smith pour le rôle de Violet Crawley dans Downton Abbey

- 2015 : Uzo Aduba pour le rôle de Suzanne "Crazy Eyes" Warren dans Orange Is the New Black
  - Christine Baranski pour le rôle de Diane Lockhart dans The Good Wife
  - Emilia Clarke pour le rôle de Daenerys Targaryen dans Game of Thrones
  - Joanne Froggatt pour le rôle de Anna Bates dans Downton Abbey
  - Lena Headey pour le rôle de Cersei Lannister dans Game of Thrones
  - Christina Hendricks pour le rôle de Joan Harris dans Mad Men
  - Khandi Alexander pour le rôle de Maya Lewis-Pope / Marrie Walace dans Scandal

- 2016 : Maggie Smith pour le rôle de Violet Crawley dans Downton Abbey
  - Emilia Clarke pour le rôle de Daenerys Targaryen dans Game of Thrones
  - Lena Headey pour le rôle de Cersei Lannister dans Game of Thrones
  - Maura Tierney pour le rôle de Helen Solloway dans The Affair
  - Maisie Williams pour le rôle d'Arya Stark dans Game of Thrones
  - Constance Zimmer pour le rôle de Quinn King dans UnREAL
- 2017 : Ann Dowd pour le rôle de Tante Lydia dans The Handmaid's Tale : La Servante écarlate (The Handmaid's Tale)
  - Uzo Aduba pour le rôle de Suzanne "Crazy Eyes" Warren dans Orange Is the New Black
  - Millie Bobby Brown pour le rôle de Onze / Jane Ives dans Stranger Things
  - Chrissy Metz pour le rôle de Kate Pearson dans This Is Us
  - Thandie Newton pour le rôle de Maeve Millay dans Westworld
  - Samira Wiley pour le rôle de Moira / Ruby dans The Handmaid's Tale : La Servante écarlate (The Handmaid's Tale)

- 2018 : Thandie Newton pour le rôle de Maeve Millay dans Westworld
  - Alexis Bledel pour le rôle de Emily / Ofsteven dans The Handmaid's Tale : La Servante écarlate (The Handmaid's Tale)
  - Millie Bobby Brown pour le rôle de Onze "Elfe" / Jane Ives dans Stranger Things
  - Ann Dowd pour le rôle de Tante Lydia dans The Handmaid's Tale : La Servante écarlate (The Handmaid's Tale)
  - Lena Headey pour le rôle de Cersei Lannister dans Game of Thrones
  - Vanessa Kirby pour le rôle de Margaret du Royaume-Uni dans The Crown
  - Yvonne Strahovski pour le rôle de Serena Joy Waterford dans The Handmaid's Tale : La Servante écarlate (The Handmaid's Tale)

- 2019 : Julia Garner pour le rôle de Ruth Langmore dans Ozark
  - Gwendoline Christie pour le rôle de Brienne de Torth dans Game of Thrones
  - Lena Headey pour le rôle de Cersei Lannister dans Game of Thrones
  - Fiona Shaw pour le rôle de Carolyn Martens dans Killing Eve
  - Sophie Turner pour le rôle de Sansa Stark dans Game of Thrones
  - Maisie Williams pour le rôle d'Arya Stark dans Game of Thrones

### Années 2020
- 2020 : Julia Garner pour le rôle de Ruth Langmore dans Ozark
  - Laura Dern pour le rôle de Renata Klein dans Big Little Lies
  - Meryl Streep pour le rôle de Mary Louise Wright dans Big Little Lies
  - Helena Bonham Carter pour le rôle de la princesse Margaret dans The Crown
  - Samira Wiley pour le rôle de Moira dans The Handmaid's Tale : La Servante écarlate
  - Fiona Shaw pour le rôle de Carolyn Martens dans Killing Eve
  - Sarah Snook pour le rôle de Shiv Roy dans Succession
  - Thandie Newton pour le rôle de Maeve dans Westworld

- 2021 : Gillian Anderson pour le rôle de Margaret Thatcher dans The Crown
  - Aunjanue Ellis pour le rôle d'Hippolyta Freeman dans Lovecraft Country
  - Helena Bonham Carter pour le rôle de la Princesse Margaret dans The Crown
  - Emerald Fennell pour le rôle de Camilla Parker-Bowles dans The Crown
  - Madeline Brewer pour le rôle de Janine dans The Handmaid's Tale : La Servante écarlate
  - Ann Dowd pour le rôle de Tante Lydia dans The Handmaid's Tale : La Servante écarlate
  - Yvonne Strahovski pour le rôle de Serena Joy Waterford dans The Handmaid's Tale : La Servante écarlate
  - Samira Wiley pour le rôle de Moira dans The Handmaid's Tale : La Servante écarlate

- 2022 : Julia Garner pour le rôle de Ruth Langmore dans Ozark
  - Patricia Arquette pour le rôle de Harmony Cobel dans Severance
  - Jung Ho-yeon pour le rôle de Kang Sae-byeok dans Squid Game
  - Christina Ricci pour le rôle de Misty Quigley dans Yellowjackets
  - Rhea Seehorn pour le rôle de Kim Wexler dans Better Call Saul
  - J. Smith-Cameron pour le rôle de Gerri Kellman dans Succession
  - Sarah Snook pour le rôle de Shiv Roy dans Succession
  - Sydney Sweeney pour le rôle de Cassie Howard dans Euphoria

- 2023 : Jennifer Coolidge pour le rôle de Tanya McQuoid-Hunt dans The White Lotus
  - Elizabeth Debicki pour le rôle de Diana Spencer dans The Crown
  - Meghann Fahy pour le rôle de Daphne Sullivan dans The White Lotus
  - Sabrina Impacciatore pour le rôle de Valentina dans The White Lotus
  - Aubrey Plaza pour le rôle d'Harper Spiller dans The White Lotus
  - Rhea Seehorn pour le rôle de Kim Wexler dans Better Call Saul
  - J. Smith-Cameron pour le rôle de Gerri Kellman dans Succession
  - Simona Tabasco pour le rôle de Lucia Greco dans The White Lotus

- 2024 : Elizabeth Debicki pour le rôle de la Princesse Diana dans The Crown
  - Christine Baranski pour le rôle de Agnes van Rhijn dans The Gilded Age
  - Nicole Beharie pour le rôle de Christina Hunter dans The Morning Show
  - Greta Lee pour le rôle de Stella Bak dans The Morning Show
  - Leslie Manville pour le rôle de la Princesse Margaret dans The Crown
  - Karen Pittman pour le rôle de Mia Jordan dans The Morning Show
  - Holland Taylor pour le rôle du Cybil Richards dans The Morning Show

## Statistiques

### Nominations multiples
8 : Tyne Daly
7 : Nancy Marchand, Betty Thomas
6 : Christine Baranski, Barbara Bosson, Stockard Channing, Christina Hendricks
5 : Ellen Corby, Lena Headey, Linda Kelsey, Sandra Oh, Christina Pickles
4 : Gail Fisher, Susan Ruttan, Madge Sinclair, Maggie Smith, Chandra Wilson
3 : Barbara Anderson, Bonnie Bartlett, Emilia Clarke, Kim Delaney, Joanne Froggatt, Julia Garner, Rachel Griffiths, Anna Gunn, Marg Helgenberger, Sharon Lawrence, Melanie Mayron, Kristy McNichol, Thandie Newton, Gail O'Grady, Archie Panjabi, Susan Saint James, Nancy Walker
2 : Uzo Aduba, Mary Alice, Lauren Ambrose, Angela Baddeley, Barbara Barrie, Meredith Baxter, Allyce Beasley, Candice Bergen, Millie Bobby Brown, Rose Byrne, Blythe Danner, Ann Dowd, Cynthia Geary, Barbara Hale, Laura Innes, Allison Janney, Piper Laurie, Kay Lenz, Camryn Manheim, Janel Moloney, Diana Muldaur, CCH Pounder, Della Reese, Gloria Reuben, Doris Roberts, Fiona Shaw, Holland Taylor, Maura Tierney, Aida Turturro, Elena Verdugo, Dianne Wiest, Samira Wiley, Maisie Williams

### Récompenses multiples
4 : Nancy Marchand
3 : Ellen Corby Julia Garner
2 : Bonnie Bartlett, Tyne Daly, Blythe Danner, Anna Gunn, Allison Janney, Kristy McNichol, Maggie Smith